# Речная дрейссена
Речная дрейссена (лат. Dreissena polymorpha) — широко распространённый вид двустворчатых моллюсков, обитающий в пресных и солоноватых водах. Обладают зеленоватой или желтоватой раковиной, характерной треугольной формы, с рисунком из поперечных или зигзагообразных коричневых полос. Длина раковины взрослого моллюска — 4—5 см. Взрослые моллюски питаются и дышат, пропуская воду через жабры в мантийной полости.

## История распространения
Речная дрейссена была впервые описана российским естествоиспытателем П. С. Палласом в реке Урал. Палеонтологические данные свидетельствуют о том, что становление вида происходило на территориях, которые соответствуют современным Польше, странам СНГ и Балканскому полуострову. После распада Тетиса речная дрейссена и родственные виды оказались изолированными друг от друга. Дальнейшая история Dreissena polymorpha во многом была связана с понто-каспийским бассейном: в ледниковых эпохах вид сохранялся лишь в солоноватых водах Каспийского и Аральского морей и пресных водах Балканского полуострова и бассейнов Азовского и Чёрного морей.
В XIX веке речная дрейссена вошла в число видов-интродуцентов, стремительно распространившись по системе рек Центральной Европы (в первую очередь, по Дунаю и Днепру) и уже в 1820-х годах моллюски были встречены в лондонских доках. В XX веке ареал вида расширился ещё больше: вместе с балластными водами личинки дрейссены достигли Северной Америки и, начиная с 1988 года, очень быстро заселили систему Великих озёр. В 2008 году был зафиксирован первый случай обнаружения дрейссены в водоёме в Калифорнии. По состоянию на 2011 год, речная дрейссена встречается во многих пресноводных водоёмах Соединенных Штатов и Канады и, наравне со своим близким родственником, бугской дрейссеной Dreissena bugensis (англ. quagga mussel), считается весьма вредоносным инвазивным видом. По некоторым оценкам, за 20 лет с достижения Северной Америки два вида дрейссены причинили ущерб североамериканской экономике, измеряемый в сотнях миллионов долларов.

## Условия обитания и роль в экосистеме
Как и для всех пресноводных моллюсков, одним из наиболее существенных факторов для речной дрейссены оказывается растворённый кальций, который необходим для построения раковины.
Кроме того, взрослые особи ведут практически неподвижный образ жизни, поэтому планктонным личинкам необходимо прикрепиться к какому-либо твёрдому субстрату, в качестве которого может выступать камень, раковина того же или другого вида моллюсков (например, сем. Unionidae). Наконец, поскольку основным источником пищи для дрейссен оказываются планктонные микроорганизмы, значительного обилия их популяции достигают, как правило, в эвтрофированных водоёмах. В них плотность поселения моллюсков может достигать 10 000 экземпляров на 1 м², а биомасса 7 кг на ту же площадь.
Речные дрейссены — очень активные фильтраторы. В случаях, когда их поселения оказываются достаточно большими, способны, существенно обедняя планктонные сообщества, очищать водоёмы, что также может являться одной из причин сокращения численности других пресноводных двустворчатых моллюсков. Кроме того, выделяемые моллюсками фекалии содержат значительное количество биогенных элементов (азота и фосфора), что, в свою очередь, приводит к вспышкам роста донных водорослей.
В акватории озера Плещеево после вселения дрейссены поменялось пространственное распределение некоторых внутривидовых и видовых группировок рыб. Наиболее заметным в этом отношении стало исчезновение из пелагической зоны присутствовавших там ранее мощных скоплений некрупной плотвы. Вероятно, это событие обусловлено улучшением кормовых условий для представителей вида в литорали и сублиторали озера (образование биоценоза дрейссены) с одной стороны, и увеличением пищевой конкуренции в пелагиали (снижение биомассы планктонных организмов и рост численности ряпушки) с другой. Появление плотных скоплений ракушечника в сублиторальной зоне после вселения дрейссены, по всей видимости, поспособствовало некоторому пересмотру конкурентных трофических взаимоотношений между густерой и лещом, ухудшив условия для последнего. Лещ менее приспособлен к питанию на плотных грунтах, поэтому, вероятно, в период нагула вынужден держаться на участках дна свободных от ракушечника. Причины значительного снижения в озере численности разновозрастных особей уклеи могут быть связаны с возросшей пищевой конкуренцией среди рыб пелагиали и ростом числа хищников (крупный окунь). Вместе с тем, с момента проникновения дрейссены в озеро произошло формирование "моллюскоядного" морфотипа плотвы и является результатом перехода рыбы на питание моллюсками. Данный морфотип характеризуется более массивными глоточными зубами, высоким темпом роста и прироста массы рыбы. Подводя итог можно сказать, что вселение в оз. Плещеево вида-эдификатора Dreissena polymorpha, на фоне общего снижения антропогенного воздействия на водоем, оказало значительное влияние на соотношение рыб бентического и пелагического комплексов с сохранением их видового состава, а также вызвало определенные изменения в пространственном распределении скоплений рыб некоторых видов.